# Eric McKitrick
Eric L. McKitrick (* 5. Juli 1919 in Battle Creek; † 24. April 2002 in New York City) war ein US-amerikanischer Historiker, der sich mit Reconstruction und der frühen amerikanischen Republik beschäftigte.

## Leben
McKitrick war Schüler der Flint Central High School, die er 1937 abschloss. Darauf war er für jeweils zwei Jahre bei der Flint Junior College und der Hillsdale College, die er für einen Dienst in der Armee während des Zweiten Weltkriegs abbrach. 1947 begann er ein Studium bei der Columbia University, von der er 1959 promovierte. Von 1951 bis 1952 war er ein Fellow bei der Columbia University, worauf er von 1952 bis 1954 dort lehrte. Bevor er 1960 der Geschichtsfakultät der University of Columbia beitrat, lehrte McKitrick von 1955 bis 1959 bei der University of Chicago und von 1959 bis 1960 bei der Rutgers University. 1965 wurde er voller Professor. Seine Emeritierung war 1989.
Am 26. Dezember 1946 heiratete er Edyth Carol Stevenson, mit der er jeweils zwei Töchter und Söhne hatte. Er war religiös.

## Werk

### Antibellum und Reconstruction
Anfang der 1960er war die gängige historische Interpretation, dass das Misslingen von Andrew Johnson als Präsident den Radikalen Republikanern zuzuschreiben ist. McKitricks wahrscheinlich bedeutendstes Werk Andrew Johnson and Reconstruction bietet eine Reinterpretation, die Andrew Johnson die Schuld für sein Misslingen gibt. McKitrick sieht eine große Faktion Moderater, dessen Anführer Johnson werden konnte. Stattdessen misslang ihm die Rekonstruktion des Süden. Als der Kongress diese übernehmen wollte, lehnte Johnson diese ab und löste einen Machtkampf aus, den er verlor. Das Werk gilt als einer der wichtigsten Werke über die Rekonstruktion.
Roy F. Nichols bezeichnet das Buch als „Modell einer umfassenden und durchdringenden Darlegung“ (englisch model of comprehensive and penetrating exposition), die mit Hilfe neuer Analysemethoden eine komplette und überzeugende Reinterpretation bot. Sein einziger Kritikpunkt ist McKitricks Fokus auf Details. Bernard A. Weisberger betont in seiner Rezension die Bedeutung für die Historiografie, das das Werk mit sich tragen würde, und den Mut des Autors, so ein relativ bedeutendes Werk als Debüt auszuwählen. Robert H. Woody sieht im Buch eine Wiedereröffnung wissenschaftlicher Diskussionen über Johnson. Thomas B. Alexander schließt sich dieser Wertung an.
Sein zweites Buch, Slavery Defended: The Views of the Old South, ist eine Auswahl von Essays von Verteidigern der Sklaverei wie John C. Calhoun, die die verschiedenen Argumente der Sklavenhalter zeigen. McKitrick will dem Leser mit den Argumenten der Sklavenhalter, die er interessanter als die Argumente der Abolitionisten findet, er in die Intelligenz des Süden zeigen. Mehrere Rezensionen merkten an, dass in den Argumenten der Sklavenhalter auch die Argumentation der White Supremacy erkennbar ist.
Das zweite Buch über Andrew Johnson von ihm ist Andrew Johnson: A Profile ist eine Sammlung von Teilen aus verschiedenen Biografien von Johnson, welche mit einem historiografischen Essay eingeleitet werden. Die Rezension von Mark A. Plummer empfiehlt dem Leser das Lesen einer echten Biografie von Johnson wie die von McKitrick statt das Lesen dieser Sammlung.

### Frühe Republik
Zusammen mit Stanley Elkins schrieb er über 30 Jahre The Age Federalism, das 1993 veröffentlicht wurde. Es behandelt die 1790er in der amerikanischen Geschichte, also das erste Jahrzehnt nach der Ratifikation der Vereinigten Staaten. Benannt ist es nach der Föderalistischen Partei, die während diesem Jahrzehnt den Präsidenten stellte. McKitrick und Elkins greifen die Föderalisten für ihre politischen Fehler an, allerdings loben sie ihre Loyalität zu ihren politischen Ideen. So fehlte ihnen entweder der „Geist, Willen, Fantasie oder Empfänglichkeit“ (englisch spirit, will, imagination, or responsiveness, S. 693) für die Parteipolitiken. In ihrer historischen Interpretation ist beispielsweise die positive Bewertung von John Jays Jay-Vertrag neu. Bei ihrer Analyse beschäftigen sie sich fast ausschließlich mit Politik und ignorieren dabei u. a. Sklaverei und Frauen in der frühen Republik. Dies bezeichnet man als Studie von „high politics“.
Joanne B. Freeman und Peter S. Onuf beschreiben das Buch als hochwertig, jedoch fehlt ihrer Meinung nach die Beschreibung von der einfachen Bevölkerung und wie sie das politische Geschehen beeinflussten. James M. Banner bezeichnet das Buch als „außergewöhnlich“. Insbesondere die Beschreibungen bedeutender Politiker wie z. B. James Madison (S. 79–80), Edmund Randolph (S. 354–365) und Timothy Pickering (S. 623–626). Richard Buel sieht das Buch trotz seiner Länge als gut geschrieben an. Es besitzt laut ihm mehrere Anzeichen eines Meisterwerks. Benjamin Schwarz bezeichnet die Beschreibung von Alexander Hamilton im Buch als die bisher Beste.

## Auszeichnungen
- John H. Dunning Prize 1960: Andrew Johnson and Reconstruction
- Bancroft Prize 1994: The Age of Federalism
- Society of Cincinnati Book Prize 1995: The Age of Federalism

## Veröffentlichungen
- Andrew Johnson and Reconstruction University of Chicago Press, Chicago 1960, ISBN 9780226560458
- Slavery Defended: The Views of the Old South Prentice Hall Inc., Englewood, N. J. 1963 (Editor) ISBN 9780138128005
- Andrew Johnson: A Profile Hill & Wang, New York 1969, ISBN 9780809002115
- The Age of Federalism: The Early American Republic, 1788–1800. Oxford University Press, New York 1993 ISBN 9780195068900. (Zusammen mit Stanley Elkins)
- Men of little faith: Selected writings of Cecelia Kenyon University of Massachusetts Press, 2002, ISBN 9781558493476. (Editor zusammen mit Stanley Elkins und Leo Weinstein)